# 内閣府特命担当大臣（産業再生機構担当）
内閣府特命担当大臣（産業再生機構担当）（ないかくふとくめいたんとうだいじん さんぎょうさいせいきこうたんとう）は、日本の廃止された国務大臣。内閣府特命担当大臣の一つである。産業再生機構担当大臣と通称される。

## 概要
日本の内閣府に置かれる内閣府特命担当大臣の一つである。主として産業の再生を機構する行政を所管する国務大臣である。産業再生機構の設立など、景気低迷に苦しむ日本の会社の再生を担当した。初めは産業再生機構（仮称）担当大臣として設置されたが、産業再生機構の正式な設立に伴い産業再生機構担当大臣となり、さらに内閣府特命担当大臣（産業再生機構担当）となった。
内閣府特命担当大臣のうち、沖縄及び北方対策担当、金融担当、消費者及び食品安全担当の3大臣は、内閣府設置法により必置とされている。それに対して、他の内閣府特命担当大臣は必置とはされておらず、担当する諸課題により柔軟に設置できる。そのため、政権により増減や変動があり、その役職名は必ずしも一致しない。

## 歴代大臣
| 代                                     | 氏名                         | 氏名                         | 内閣                         | 内閣                         | 就任日                       | 退任日                       | 党派                         | 備考                         |
| 産業再生機構（仮称）担当大臣           | 産業再生機構（仮称）担当大臣 | 産業再生機構（仮称）担当大臣 | 産業再生機構（仮称）担当大臣 | 産業再生機構（仮称）担当大臣 | 産業再生機構（仮称）担当大臣 | 産業再生機構（仮称）担当大臣 | 産業再生機構（仮称）担当大臣 | 産業再生機構（仮称）担当大臣 |
| -------------------------------------- | ---------------------------- | ---------------------------- | ---------------------------- | ---------------------------- | ---------------------------- | ---------------------------- | ---------------------------- | ---------------------------- |
| 1                                      |                              | 谷垣禎一                     | 第1次小泉 第1次改造内閣      | 第1次小泉 第1次改造内閣      | 2002年11月8日                | 2003年4月10日                | 自由民主党                   |                              |
| 産業再生機構担当大臣                   |                              |                              |                              |                              |                              |                              |                              |                              |
| 1                                      |                              | 谷垣禎一                     | 第1次小泉 第1次改造内閣      | 第1次小泉 第1次改造内閣      | 2003年4月10日                | 2003年9月22日                | 自由民主党                   |                              |
| 内閣府特命担当大臣（産業再生機構担当） |                              |                              |                              |                              |                              |                              |                              |                              |
| 1                                      |                              | 金子一義                     | 第1次小泉 第2次改造内閣      | 第1次小泉 第2次改造内閣      | 2003年9月22日                | 2003年11月19日               | 自由民主党                   |                              |
| 2                                      | 第2次小泉内閣                | 第2次小泉内閣                | 2003年11月19日               | 2004年9月27日                | 再任                         |                              | 自由民主党                   |                              |
| 3                                      |                              | 村上誠一郎                   |                              | 改造内閣                     | 2004年9月27日                | 2005年9月21日                | 自由民主党                   |                              |
| 4                                      | 第3次小泉内閣                | 第3次小泉内閣                | 2005年9月21日                | 2005年10月31日               | 再任                         |                              | 自由民主党                   |                              |

- 内閣府特命担当大臣は複数名を任命することがあるため、通常は代数の表記は行わない。そのため、本表では代数の欄は設けない。
- 辞令のある再任は就任日を記載し、辞令のない留任は就任日を記載しない。
- 党派の欄は、就任時、または、内閣発足時の所属政党を記載した。
- 第1次小泉第1次改造内閣までは「産業再生機構担当大臣」と呼称されており、役職名の表記に差異はあるが、法的には同質であり、便宜上記載した。